# Bliki
Bliki (còn được gọi là wikiLog, wog, WikiWeblog, wikiblog hay bloki) là một sự  kết hợp giữa hai khái niệm blog và wiki.
Bliki kết hợp tính năng của blog như các bài viết được sắp xếp theo thứ tự bài viết mới nhất ở trên cùng, tuy nhiên các bài viết lại được biên tập theo cách thức của wiki với việc hiển thị các phiên bản và sử dụng các markup tag đặc biệt.
Bliki giống với wiki nhưng không có nghĩa ai cũng có thể sửa đổi được các trang trong bliki, quyền được sửa đổi được cấp bởi người quản lý trang ấy.
Theo Martin Fowler, chuyên gia phát triển phần mềm và cũng là một người rất nhiệt huyết với bliki, thì tên và khái niệm bliki xuất hiện vào năm 2003 do Ward Cunningham khởi xướng.

## Một số phần mềm hỗ trợ bliki
| - Chisimba - Confluence - DokuWiki - EditMe - ikiwiki - MoinMoin - OddMuse - OpenKH |  | - pimki - PodWiki - SnipSnap - TikiWiki - TWiki - Wiclear - XWiki |